# E-ヨ
E-ヨ （イーヨ）は米米CLUBの26枚目のシングル。
2006年8月23日発売。発売元はSony Music Records。

## 概要
1997年3月に解散した米米CLUBが9年ぶりの再結成を行い、その復帰第二弾シングル。「新米CD+新舞DVD」3部作と題されたDVD付マキシシングル3ヶ月連続リリースの2作目となった。
今作も前作同様マキシシングルでのリリースで、通常収録の楽曲以外に「BONUS SHOW TIME」として後日発売予定のアルバム予告編、Instrumentalバージョンを含む全7曲が収録された。因みに「BONUS SHOW TIME」とは米米のライブにおける「アンコール」の意味である。DVDは全3曲が収録。
カップリング曲の「Just U'06〜feat.Char&JESSE〜」では、サブタイトルが示す通りデビュー時より親交のあるギタリストのCharと彼の実子でRIZEメンバーJESSEがゲスト参加している。両人は米米再結成のきっかけを作った人物である。

## 収録曲
1. E-ヨ
(作詞・作曲・編曲:米米CLUB)
かつてのSORRY系楽曲の路線を受け継いでおり歌詞中には何度も「イーヨ」が繰り返されている。
2. ヘイワ・ノ・セカイ
(作詞・作曲・編曲:米米CLUB)
3. Just U'06～〜 feat.Char&JESSE〜 
(作詞・作曲・編曲:米米CLUB　Lyrics: JESSE)
4. BONUS SHOW TIME 〜アルバム・ヨコクヘン〜
(作詞・作曲:米米CLUB)
5. E-ヨ (Instrumental)
(作曲・編曲:米米CLUB)
6. ヘイワ・ノ・セカイ (Instrumental)
(作曲・編曲:米米CLUB)
7. Just U'06〜 feat.Char&JESSE〜 (Instrumental) 
(作曲・編曲:米米CLUB)

### DVD
1. E-ヨ (Video Clip)
-O'DOLL～SUE CREAM SUE-
2. ヘイワ・ノ・セカイ
3. E-ヨ

## 参加ミュージシャン

### KOME KOME CLUB
- ジェームス小野田（小野田安秀）：ボーカル
- カールスモーキー石井（石井竜也）：ボーカル
- BON（大久保謙作）：ベース
- ジョプリン得能（得能律郎）：ギター
- BE（林部直樹）：ギター
- RYO-J（坂口良治）：ドラムス
- フラッシュ金子（金子隆博）：キーボード、サクソフォーン、コーラス
- MINAKO（金子美奈子）：ダンサー、コーラス
- MARI（天ヶ谷真利）：ダンサー、コーラス、パーカッション

### GUEST MUSICIANS
- Char：Guitar Solo（#3）
- JESSE：MC（#3）

### ADDITIONAL MUSICIANS
- 河合わかば：トロンボーン、コーラス（#2） (BIG HORNS BEE)
- 佐々木史郎：トランペット、コーラス（#2） (BIG HORNS BEE)
- 織田浩司：サクソフォーン、コーラス（#2） (BIG HORNS BEE)
- 小林 太：トランペット、コーラス（#2） (BIG HORNS BEE)
- 菅木真智子：コーラス（#1、#2）、コーラスアレンジ(#3)
- 三沢またろう：コーラス（#1）